# ارادن
ارادن (به عربی: أرادن) یک شهر در عراق است که در استان دهوک واقع شده‌است. ارادن ۱۸ کیلومتر مربع مساحت و ۲۰۰+ نفر جمعیت دارد و ۱٬۷۲۳ متر بالاتر از سطح دریا واقع شده‌است.